# Jesper Knudsen
Jesper Knudsen (* 22. November 1960) ist ein dänischer Badmintonspieler. 

## Karriere
Jesper Knudsen gewann 1986 die Welsh International und die Scottish Open. 1987 und 1998 siegte er bei den Nordischen Meisterschaften. Im letztgenannten Jahr war er auch bei den Dutch Open und den Denmark Open erfolgreich und wurde Zweiter bei den All England. 1990 gewann er Bronze bei der Europameisterschaft. 

## Sportliche Erfolge
| Saison | Veranstaltung                | Disziplin    | Platz | Name                            |
| ------ | ---------------------------- | ------------ | ----- | ------------------------------- |
| 1979   | Junioren-Europameisterschaft | Herrendoppel | 3     | Jesper Knudsen / Torben Kjær    |
| 1986   | Welsh International          | Mixed        | 1     | Jesper Knudsen / Nettie Nielsen |
| 1986   | Scottish Open                | Herrendoppel | 1     | Jesper Knudsen / Henrik Svarrer |
| 1987   | Nordische Meisterschaften    | Mixed        | 1     | Jesper Knudsen / Nettie Nielsen |
| 1988   | Nordische Meisterschaften    | Mixed        | 1     | Jesper Knudsen / Nettie Nielsen |
| 1988   | Dutch Open                   | Mixed        | 1     | Jesper Knudsen / Nettie Nielsen |
| 1988   | Denmark Open                 | Mixed        | 1     | Jesper Knudsen / Nettie Nielsen |
| 1988   | All England                  | Mixed        | 2     | Jesper Knudsen / Nettie Nielsen |
| 1989   | Weltmeisterschaft            | Mixed        | 5     | Jesper Knudsen / Nettie Nielsen |
| 1989   | Denmark Open                 | Mixed        | 1     | Jesper Knudsen / Nettie Nielsen |
| 1990   | Europameisterschaft          | Mixed        | 3     | Jesper Knudsen / Nettie Nielsen |